# Slax
Slax е жива ГНУ/Линукс дистрибуция, базирана на Slackware. Slax работи без да има нужда от инсталация на твърдия диск – тя стартира и работи от преносим носител (компактдиск или флаш памет с интерфейс USB). Съществува възможност дистрибуцията да се копира в оперативната памет (RAM) и да работи от там. Например ако системата е стартирана от компактдисково устройство, копирането на системата в оперативната памет дава възможност компактдисковото устройство да се ползва за други цели – например да се направи архив на важни данни от твърдия диск.
Поради малкия си размер, дистрибуцията се събира на малък компактдиск 8 см. Стандартната редакция на дистрибуцията използва КДЕ за работна среда.
Тази дистрибуция ползва уникална пакетна система – пакетите (т.нар. модули за Slax (на английски: Slax modules) просто се записват на компактдиска или на флаш паметта с интерфейс USB заедно с останалата част от системата. Приготвят се от обикновени пакети за Slackware, чрез използване на програмата tgz2mo. Името на файловете, в които се съхраняват имат разширение „mo“ (името им завършва на „.mo“).
Дистрибуцията се разработва главно от един човек – Tomas Matejicek. За създаването ѝ се ползват скриптовете Linux-Live, основният разработчик на които е също Tomas Matejicek.

В миналото тази дистрибуция се е казвала Slackware-Live. На базата на тази дистрибуция е започнала разработката на българската ГНУ/Линукс дистрибуция VS Live (и оттам е дошло и името ѝ – разработчикът ѝ е сменил „Slackware“ с инициалите си, и така се е образувало името на новата дистрибуция).